# ジョー・チャペル
ジョー・チャペル (Joe Chappelle) は、アメリカ合衆国の映画監督・テレビ番組監督・プロデューサー。俳優/コメディアンのデイブ・チャペルとは関係がない。

## 人物
ノースウェスタン大学卒業後、シカゴの広告会社で働いていた。1993年、インデペンデント映画Thieves Quartetでヒットを起こす。

### 制作者として
「THE WIRE/ザ・ワイヤー」の第3シーズンと第4シーズンの共同制作に参加し、シリーズのレギュラー監督の一人を務めている。
シリーズ制作者のデビッド・シモンは、チャペルを選曲者としてクレジットしており、チャペルが担当した回に、 "Mission Accomplished"における、Solomon Burke版"Fast Train"(原曲： Van Morrison)がある 。
チャペルが監督した回には第3シーズン第11話 " Middle Ground" もあり、この回で、脚本家のデビッド・シモンとGeorge Pelecanosはプライムタイム・エミー賞のうち、脚本賞ドラマ部門にノミネートされた 。
制作・監督作品には、CSI:マイアミもある。

### CSI:マイアミ
『CSI:マイアミ』第1シーズン第1話『マイアミ上空 17秒間の惨劇』（原題：Golden Parachute）で監督を務めて以来、この番組の第1シーズンの6つのエピソードで製作・監督を務めてきた。
「THE WIRE/ザ・ワイヤー」の第4シーズン制作に参加するために『CSI:マイアミ』の第4シーズンには参加しなかった。
2009年、『FRINGE』の製作に製作総指揮として参加するために、第8シーズン最終話"All Fall Down" を最後に『CSI:マイアミ』の制作チームから降りた。

### FRINGE
『FRINGE』参加後は製作総指揮だけでなく、6つのエピソードで監督を務めた。

### シカゴ・ファイア
『シカゴ・ファイア』第1シーズン第3話『信念』で初監督を務めた。その後も毎シーズン監督として参加しており、第7シーズン終了時点で31のエピソードで監督を務めている。
同作のスピンオフ作品の『シカゴ P.D.』第1シーズン第2話『奪還』でも監督を務めた。

## 担当作品

### テレビ番組
- ブラック・バード Black Bird (2022)
- シカゴ・ファイア(第1シーズンから第5シーズンまで製作総指揮)
- FRINGE(第2シーズンより製作総指揮)
- CSI:ニューヨーク TVシリーズ(2005年,相談役※第1シーズンのみ）
  - 第1シーズン第20話『需要と供給』（原題："Supply & Demand"）(2005年、監督)
- THE WIRE/ザ・ワイヤー (2002) TVシリーズ(プロデュース)
  - 第1シーズン第7話 "en:One Arrest"[8][9] (監督)
  - Episode 3.11 " Middle Ground"[5][6] (監督)
  - Episode 4.01 " Boys of Summer"[10][11] (監督)
  - Episode 4.12 "w:That's Got His Own"[12][13] (監督)
- CSI:マイアミ CSI Miami (2002-2009)
- Dark Prince: The True Story of Dracula (2000)

### 映画
- ザ・スカルズII 髑髏の紋章 The Skulls II (2002)
- ザ・ハッカー Takedown (2000)
- ファントム Phantoms (1998)
- ヘルレイザー4 Hellraiser: Bloodline (1996)
- ハロウィン6 最後の戦い Halloween: The Curse of Michael Myers (1995)
- Thieves Quartet (1994)